# Miguel de Oliveira

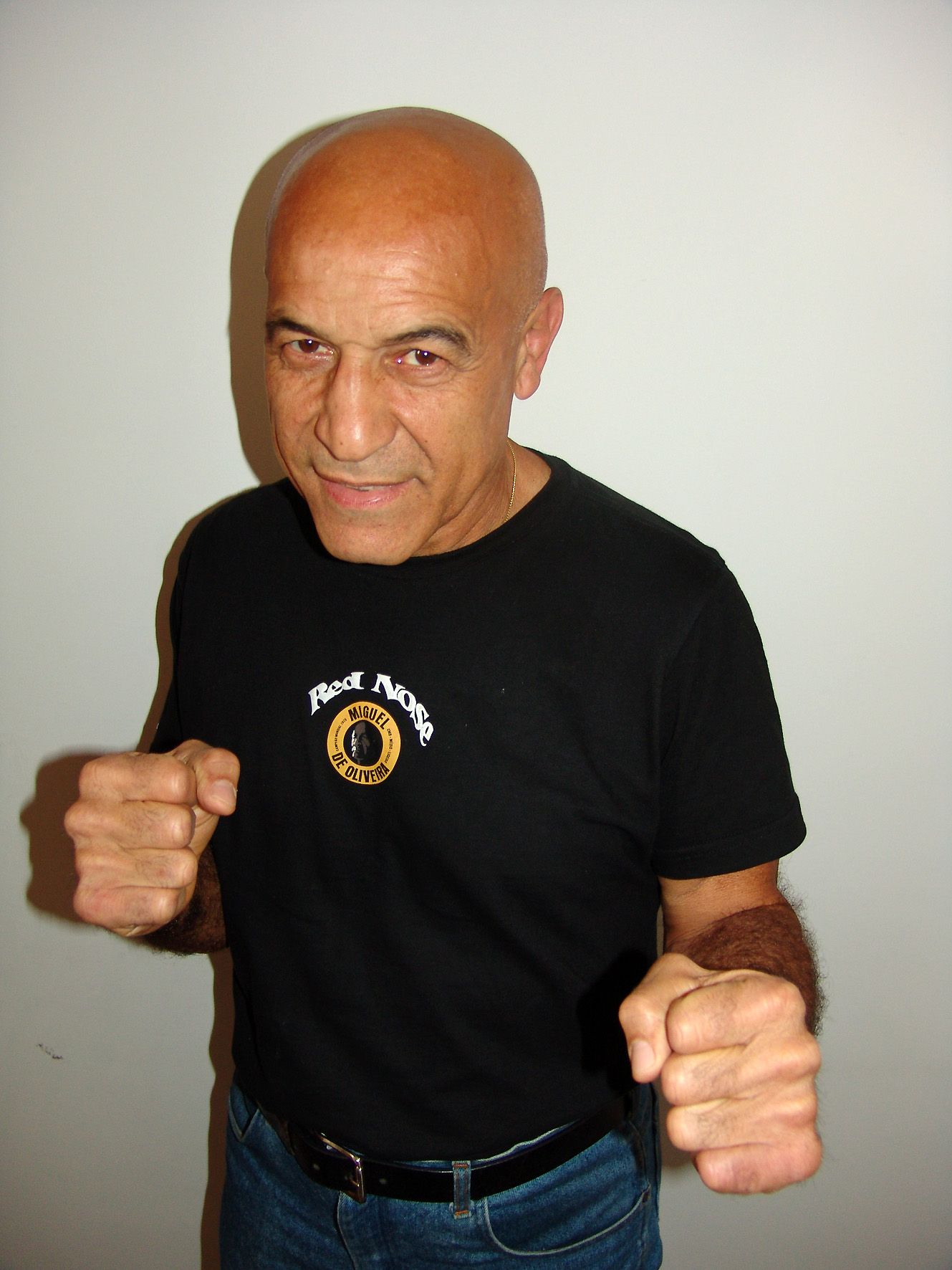
Miguel de Oliveira (2006)

Miguel de Oliveira (* 30. September 1947 in São Manuel, São Paulo, Brasilien; † 15. Oktober 2021) war ein brasilianischer Boxer und Weltmeister des World Boxing Council (WBC) im Halbmittelgewicht.

## Karriere
Er gewann seine ersten 30 Kämpfe, die meisten davon durch K. o. In seinem 31. Kampf trat er gegen den Japaner Kōichi Wajima um die Weltmeistertitel der World Boxing Association (WBA) und des WBC an und scheiterte durch ein Unentschieden. Den Rückkampf, der im Februar des darauffolgenden Jahres stattfand und in dem es wieder um die Weltmeistertitel der WBC und WBA ging, verlor Oliveira durch Mehrheitsentscheidung. 
Am 7. Mai 1975 errang er gegen José Manuel Durán durch einen einstimmigen Punktsieg den vakanten WBC-Weltmeistertitel. Er verlor ihn allerdings in seiner ersten Titelverteidigung am 13. November desselben Jahres an Elisha Obed.